# Zmeurătu
Zmeurătu – wieś w Rumunii, w okręgu Vâlcea, w gminie Stoenești. W 2011 roku liczyła 189 mieszkańców.